# Wapen van Gaasterland

Het wapen van Gaasterland

Het wapen van Gaasterland werd op 25 maart 1818 per besluit door de Hoge Raad van Adel aan de Friese gemeente Gaasterland bevestigd. Vanaf 1984 is het wapen niet langer als gemeentewapen in gebruik omdat de gemeente Gaasterland opging in de gemeente Gaasterland-Sloten. In het wapen van Gaasterland-Sloten is de haas in verbeterde vorm overgenomen uit het wapen van Gaasterland. Toen de gemeente in 2014 opging in de gemeente De Friese Meren werd in haar wapen ook de haas opgenomen, ook omdat de haas eveneens voorkwam in het wapen van Haskerland. Ook gemeente Haskerland fuseerde per 2014 in de gemeente De Friese Meren.

## Blazoenering
De blazoenering van het wapen luidt als volgt:
In azuur een springende haas van keel, gaande over vijf korenaren van goud, waaiersgewijs komende uit een gebogen schildvoet, doorsneden van sinopel en goud, het goud beladen met een liggende sleutel van azuur, de baard rechts en naar boven gericht. Het schild gedekt met een gouden kroon van drie bladeren en twee maal drie parels.

## Verklaring
Op een kaart van Christianus Schotanus (1603-1671) van de grietenij Gaasterland komt het wapen reeds voor. De herkomst van de haas is onbekend.

## Verwante wapens

Wapen van Gaasterland-Sloten
Wapen van De Friese Meren